# Швидше за власну тінь
«Швидше за власну тінь» (рос. «Быстрее собственной тени») — радянська кінодрама 1980 року.

## Сюжет
Бігун Петро Корольов наполегливо домагався, щоб його послали на міжнародні змагання, показуючи на тренуваннях рекордні результати. Домігся — і під час вирішального забігу, коли вже ніхто не міг його наздогнати, раптом зупинився, щоб допомогти підвестися супернику, що впав. А за результат же відповідає безліч людей. Чи можуть вони надалі довіряти великодушному спортсменові, але  не переможцю, захищати честь країни? Це покаже московська Олімпіада.

## У ролях
- Анатолій Матешко — Петро Корольов
- Олександр Фатюшин — Феодосій Микитович, тренер Корольова
- Борис Морозов — Олег Іванович
- Сергій Рубеко — Мильніков
- Олексій Ванін — Рольф Шмідт, спортсмен
- Олена Циплакова — Олена, диктор телебачення
- Юрій Думчев — дискобол
- Марія Скворцова — Марія Василівна
- Ян Янакієв — викладач
- Марія Скворцова — Марія Василівна

## Знімальна група
- Автор сценарію:  Даль Орлов
- Режисер:  Павло Любимов
- Оператор: Володимир Ліповой
- Художник:  Семен Веледницький
- Композитор:  Олександр Журбін